# Mertert
Mertert (luxemburgisch Mäertertⓘ) ist eine Gemeinde im Großherzogtum Luxemburg und gehört zum Kanton Grevenmacher.

## Zusammensetzung der Gemeinde
Die Gemeinde entstand am 22. Oktober 1796 durch eine Fusion der beiden Ortschaften Mertert und Wasserbillig.
Sie gehört folgenden Kommunalverbänden an: SIAEG, SICEC, SIDERE, SIDEST, SIGI, SIGRE, SITEG, SYVICOL.

## Wirtschaft und Verkehr

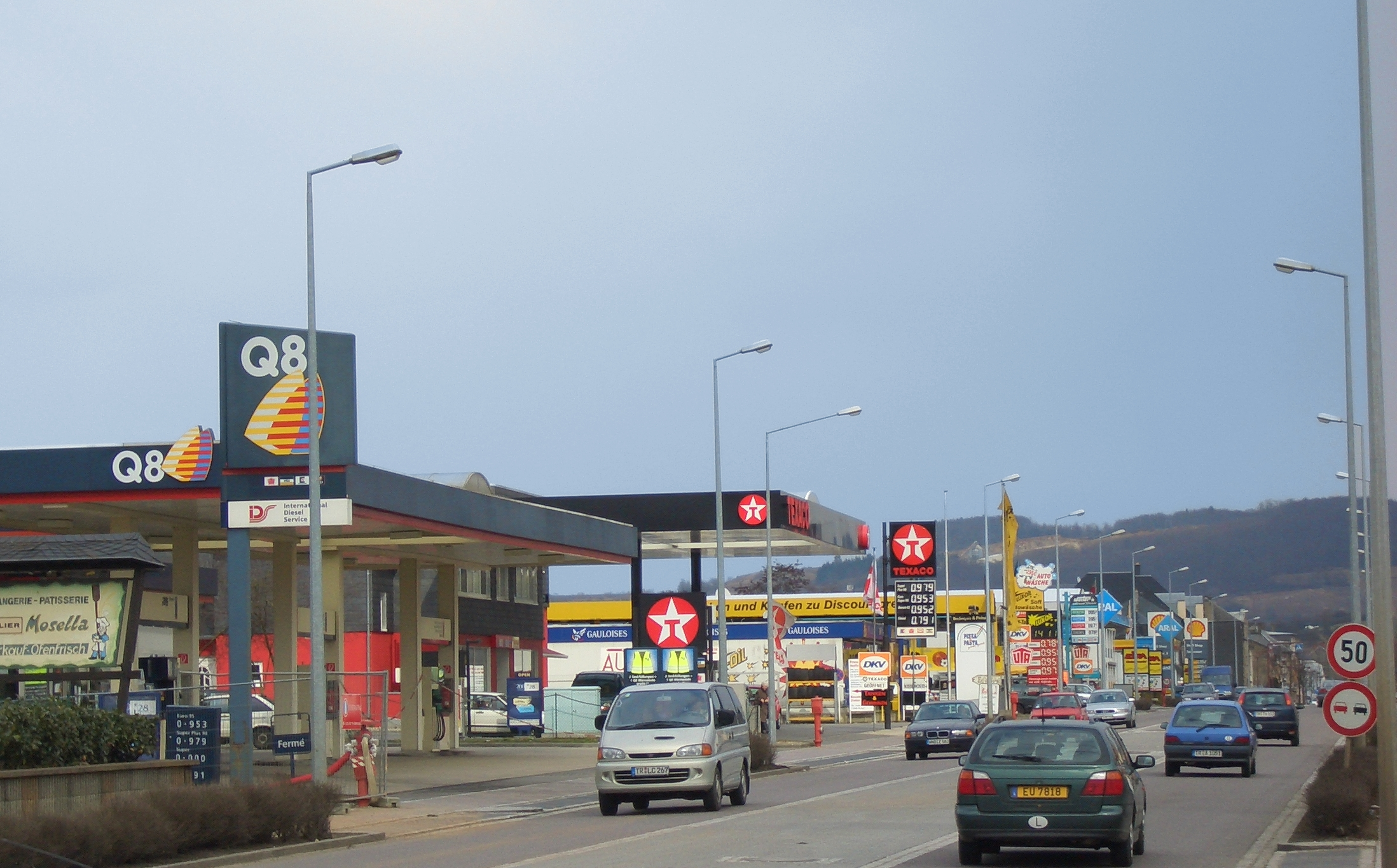
Tankstellen in Wasserbillig

In Mertert befindet sich seit Abschluss der Moselkanalisierung 1964 mit dem Port de Mertert der einzige Frachthafen Luxemburgs. Er hat eine Fläche von 65 Hektar und
1.600 Meter Kais. Es gibt 10 Kräne auf Rädern, die jeweils 12 bis 35 Tonnen heben können.
Die Infrastruktur des Hafens ist auch für Raffinerieerzeugnisse und Waren aus der Stahlindustrie geeignet.
Vom Bahnhof Wasserbillig führt ein Gleisanschluss zum Hafen.
Mertert ist stark durch den grenzüberschreitenden Handel mit Deutschland geprägt. Dies gilt vor allem für den Tanktourismus. An der Straße zwischen Wasserbillig und Mertert reihen sich etwa ein Dutzend Tankstellen aneinander; auch die Grenzraststätte an der Autobahn wurde zu einer Tankstelle ausgebaut. Fast alle Tankstellen betreiben auch einen Supermarkt, in dem vor allem Tabakwaren, Spirituosen, Kaffee und Sekt verkauft werden, die in Luxemburg niedriger besteuert und daher billiger sind als in Deutschland.
Der Bahnhof Mertert liegt an der Mosel–Syretal–Strecke, zwei Kilometer vom Grenzbahnhof Wasserbillig entfernt.

## Politik
Seit Oktober 2016 ist Jérôme Laurent (LSAP) Bürgermeister der Gemeinde Mertert. Gust Stefanetti hatte das Amt zuvor 17 Jahre lang inne; er trat aus gesundheitlichen Gründen zurück. Historisch wurde die Gemeinde meist von einer CSV-LSAP Koalition regiert, wobei die DP Oppositionsarbeit leistete. Bei den Gemeindewahlen 2017 erhielt die LSAP allerdings 51,88 Prozent (6 Sitze) und regierte alleine. Schöffenräte sind (Stand 2017) Lucien Bechtold und Nadine Lang-Boever (alle LSAP). DP  und CSV stellen seither 2, respektive 3, der 11 Gemeinderäte und sind in der Opposition. Die nächste Wahl ist 2023.

## Verschiedenes
In Wasserbillig mündet die Sauer in die Mosel. Am Ort des Zusammenflusses, dem niedrigsten Punkt des Landes, verlässt die Mosel das Land.
In Mertert mündet ebenfalls die Syr in die Mosel.
Die Pfarrkirche wurde 1885–1886 neu errichtet.

## Bekannte Personen

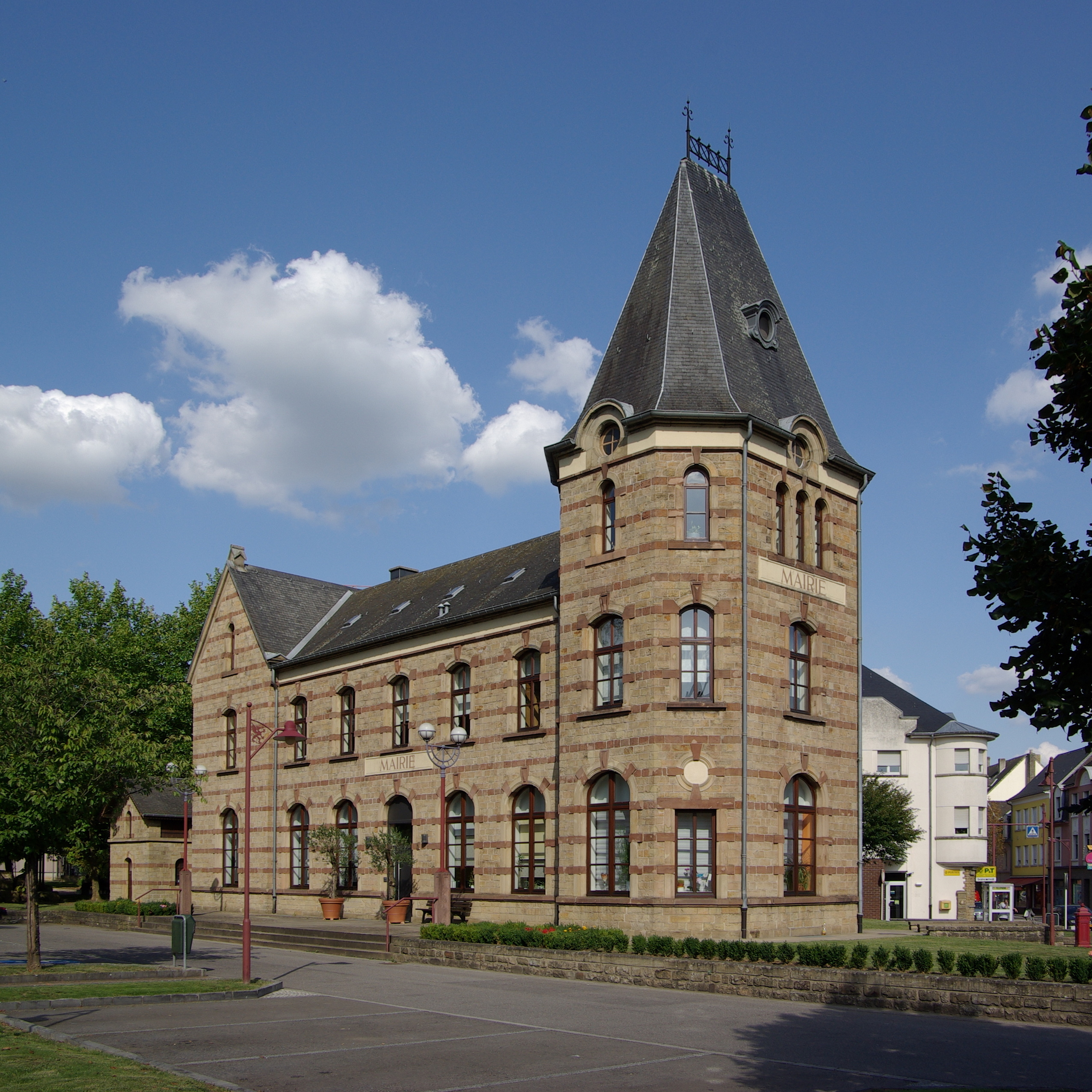
Rathaus in Wasserbillig

- Pierre Frieden (1892–1959), Politiker und Schriftsteller
- Jean-Pierre Beckius (1899–1946), Maler
- Albert Ungeheuer (1915–1944), Widerständler im Zweiten Weltkrieg
- Jacques Santer (* 1937), Premierminister und von 1995 bis 1999 Präsident der Europäischen Kommission

## Weblinks

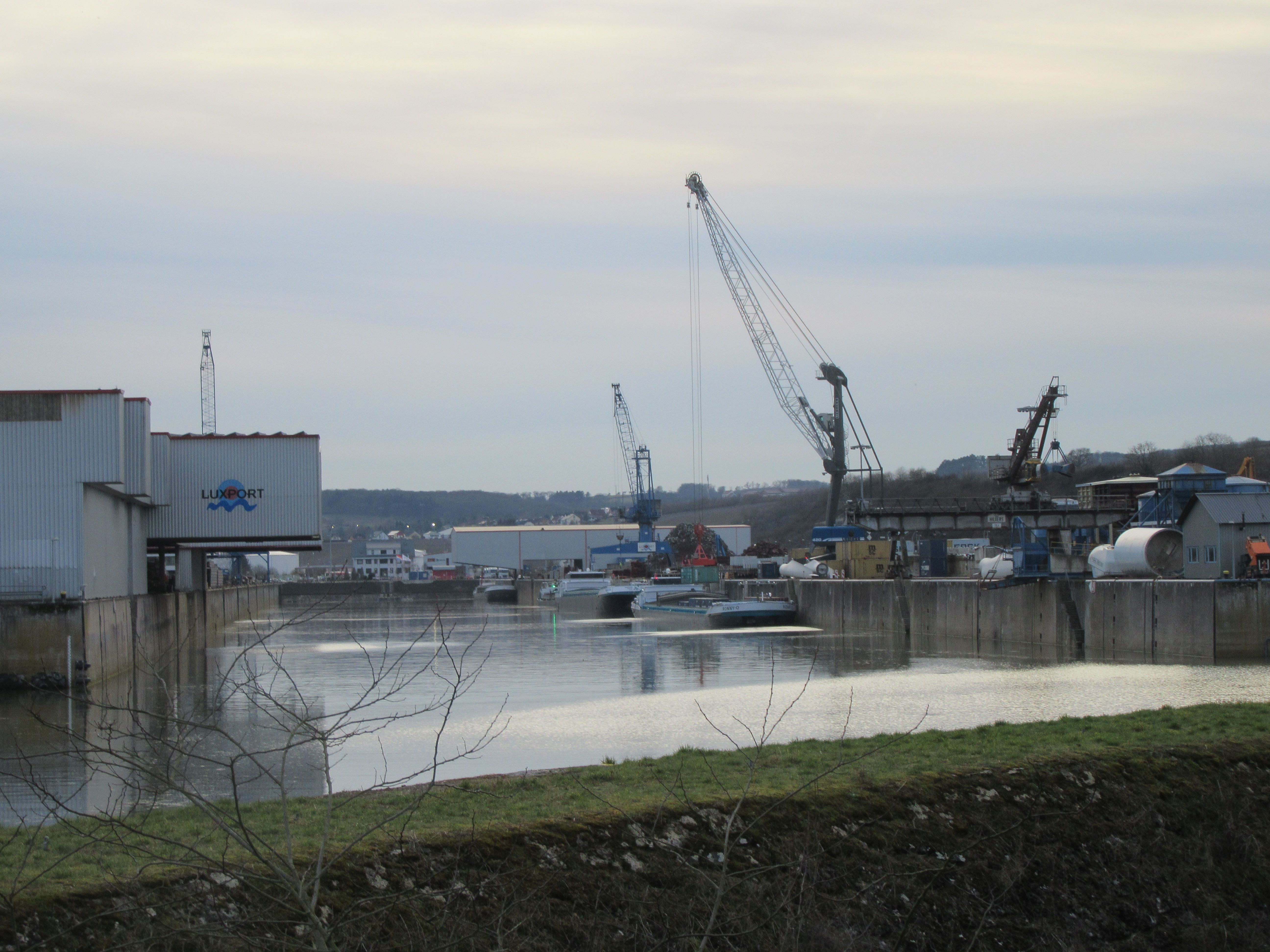
Hafen Mertert

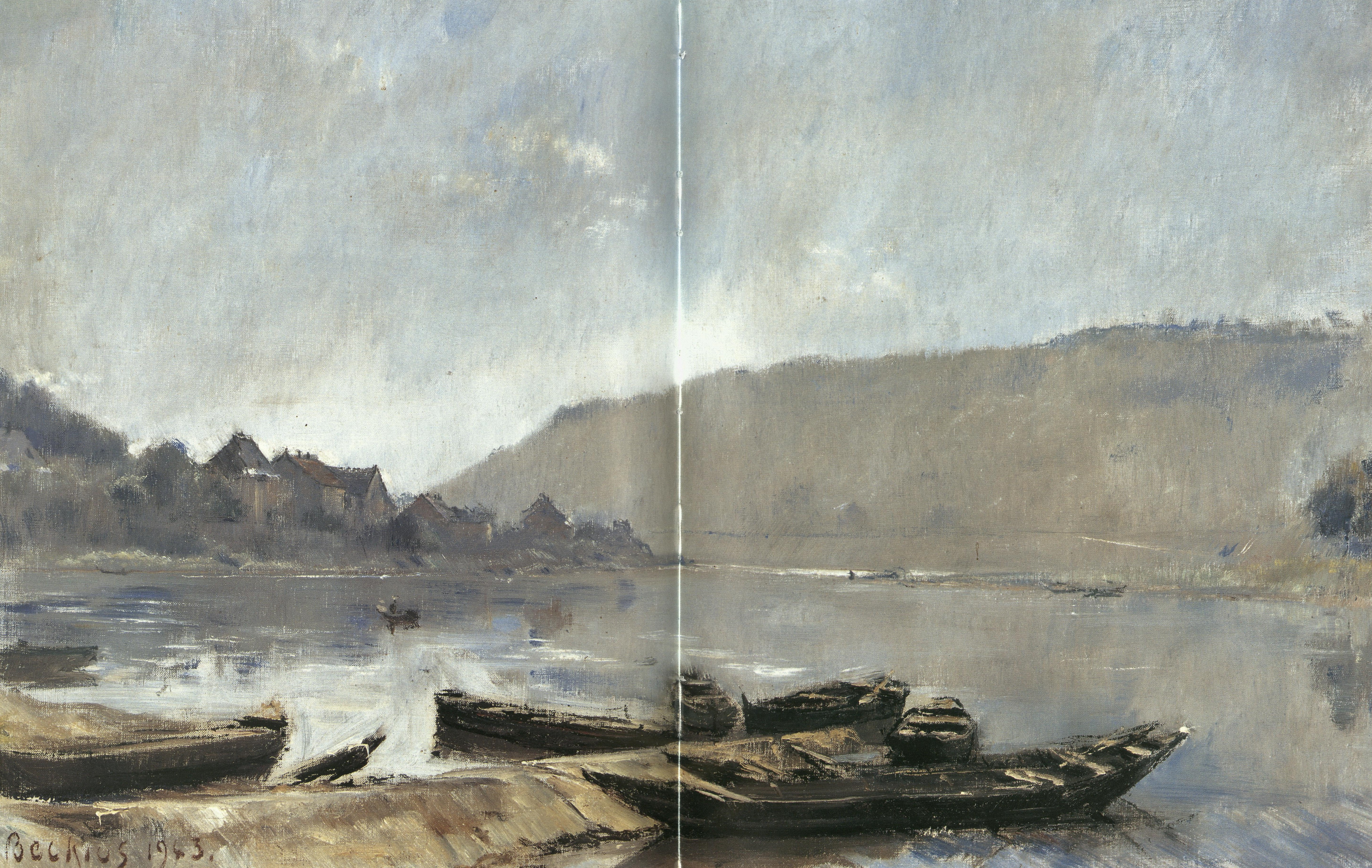
Spatz Wasserbillig, Jean-Pierre Beckius (1943)